# Мауа
Мауа (порт. Mauá) град је у Бразилу у савезној држави Сао Пауло. Према процени из 2007. у граду је живело 402.290 становника.

## Становништво
Према процени из 2007. у граду је живело 402.643 становника.
| 1991.   | 2000.   |
| ------- | ------- |
| 294,998 | 363,392 |